# 飯坂の局
飯坂局（いいさかのつぼね、永禄12年（1569年） - 寛永11年7月17日（1634年8月10日））は、伊達政宗の側室。伊達秀宗の生母（異説あり）、伊達宗清の義母（異説あり）。別名、松森の局、吉岡の局。
飯坂城主・飯坂右近宗康の次女として生まれ、伊達政宗の側室となって米沢城に入り、「飯坂の局」と呼ばれるようになる。1591年、秀宗を産む。同年（もしくは1594年）、米沢から松森に移って隠棲し「松森の局」と呼ばれるようになる。1604年、生母の新造の方を亡くした政宗の三男・伊達宗清を引き取って養子とし、翌年に実家の飯坂家を継がせた。1616年、宗清が吉岡城主となったためそれに伴って吉岡に移り「吉岡の局」と呼ばれた。1634年に66歳で死去し、吉岡の天皇寺に葬られた。
しかし、秀宗の生母は新造の方とされていたり宗清が飯坂の局の実子とされていたりと史料によってばらつきが見られ、今のところはっきりしていない。
『寛政重修諸家譜』では秀宗、宗清の生母とされている。